# 베어스타운
베어스타운은 한국 경기도 포천시 내촌면에 위치한 스키장이다. 2014년 이랜드그룹에 인수되었다.

## 같이 보기
- 한국의 스키장 일람